# Lubilhac
Lubilhac (okzitanisch gleichlautend) ist eine französische Gemeinde mit 102 Einwohnern (Stand: 1. Januar 2022). Sie liegt im Département Haute-Loire in der Region Auvergne-Rhône-Alpes (vor 2016 Auvergne) und gehört zum Arrondissement Brioude sowie zum Kanton Pays de Lafayette. 

## Geographie
Lubilhac liegt etwa 55 Kilometer westnordwestlich von Le Puy-en-Velay. Das Gemeindegebiet wird vom Flüsschen Violette durchquert.

### Nachbargemeinden
Umgeben wird Lubilhac von den Nachbargemeinden Saint-Beauzire im Norden und Osten, Saint-Just-près-Brioude im Osten und Südosten, Fix-Saint-Geneys im Osten, Mercœur im Süden und Südosten, La Chapelle-Laurent im Süden  und Südwesten, Massiac im Westen sowie Grenier-Montgon im Nordwesten.

## Bevölkerungsentwicklung
| Jahr                       | 1962 | 1968 | 1975 | 1982 | 1990 | 1999 | 2006 | 2011 | 2017 |
| Einwohner                  | 264  | 263  | 219  | 183  | 165  | 133  | 116  | 106  | 85   |
| Quellen: Cassini und INSEE |      |      |      |      |      |      |      |      |      |

## Sehenswürdigkeiten

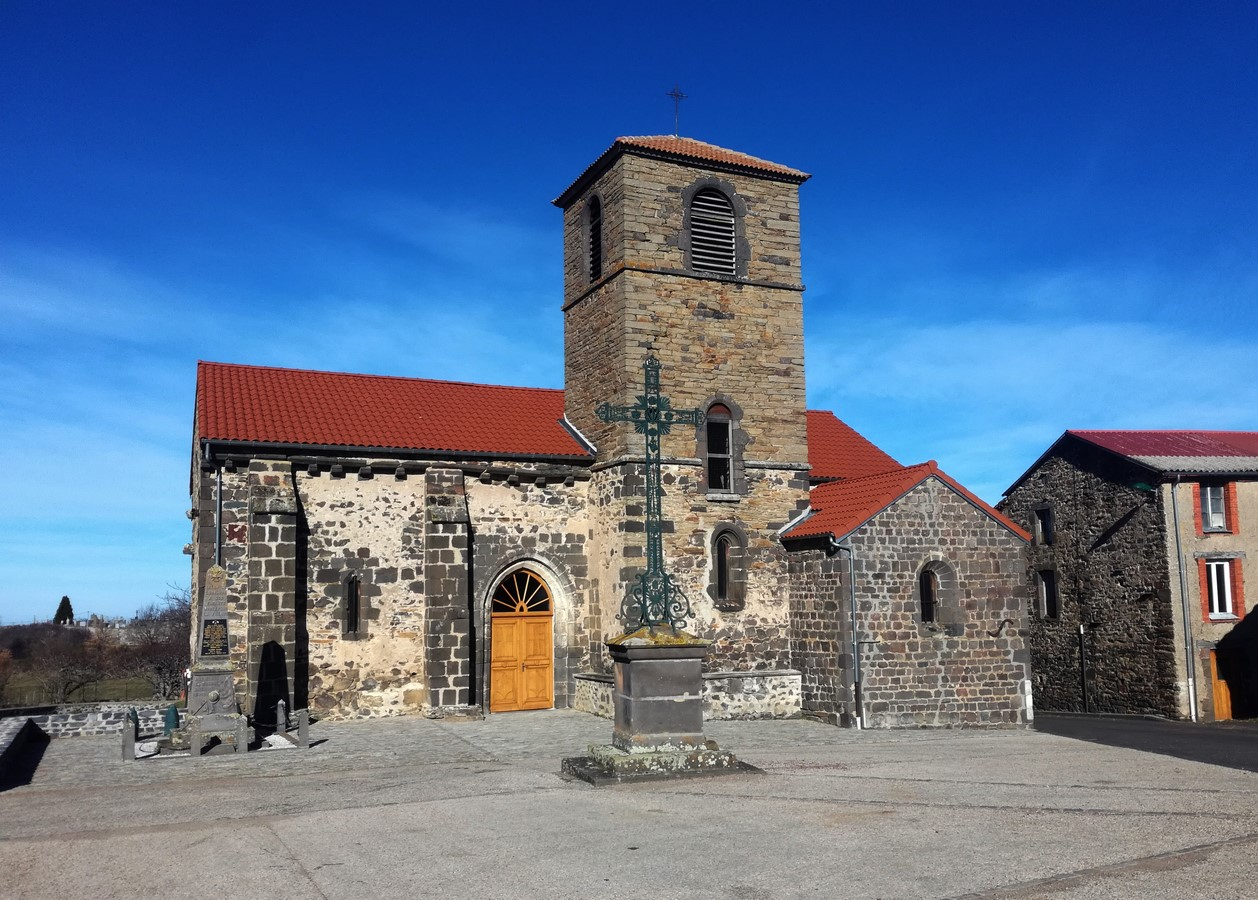
Kirche Saint-Bonnet

- Kirche Saint Bonnet
- Schloss Lubilhac